# 북평고등학교
북평고등학교(北坪高等學校)는 대한민국 강원특별자치도 동해시 동회동에 있는 공립 고등학교이다.

## 학교 연혁
- 1946년 12월 10일 : 북평중학교(6년제) 설립인가
- 1947년 9월 1일 : 개교, 입학식(6년제 1학급)
- 1951년 8월 31일 : 북평고등학교 교명 변경(중 고 분리 6학급)
- 1961년 3월 8일 : 북평여자고등학교 분리, 북평중학교와 병설
- 1976년 9월 1일 : 중.고 병설에서 중학교 분리(18학급)
- 1996년 10월 16일 : 정보통신과(2학급) 증설인가(24학급)
- 2009년 3월 1일 : 특수학급(1학급) 증설 인가(25학급)
- 2011년 3월 1일 : 정보통신과 1학급이 보통과로 학과 변경(25학급)
- 2024년 1월 8일 : 제73회 졸업식(졸업생 174명) 졸업생 누계 17,013명
- 2024년 3월 4일 : 신입생 입학식(입학생 179명)
- 2024년 9월 1일 : 제35대 전미경 교장 취임

## 참고 자료
- 북평고등학교 - 한국교육학술정보원 학교알리미